# West Killara, New South Wales
West Killara este o suburbie în Sydney, Australia.